# العلاقات الكاميرونية الدومينيكية
العلاقات الكاميرونية الدومينيكية هي العلاقات الثنائية التي تجمع بين الكاميرون ودومينيكا.

## مقارنة بين البلدين
هذه مقارنة عامة ومرجعية للدولتين:
| وجه المقارنة                                              | الكاميرون                      | دومينيكا              |
| --------------------------------------------------------- | ------------------------------ | --------------------- |
| المساحة (كم2)                                             | 475.44 ألف                     | 751                   |
| عدد السكان (نسمة)                                         | 24.05 مليون                    | 73.92 ألف             |
| الكثافة السكانية (ن./كم²)                                 | 50.58                          | 9.84 ألف              |
| العاصمة                                                   | ياوندي                         | روسو                  |
| اللغة الرسمية                                             | لغة فرنسية، لغة إنجليزية       | لغة إنجليزية          |
| العملة                                                    | فرنك وسط أفريقي                | دولار شرق الكاريبي    |
| الناتج المحلي الإجمالي (بليون دولار)                      | 34.80 مليار                    | 562.54 مليون          |
| الناتج المحلي الإجمالي (تعادل القوة الشرائية) بليون دولار | 72.72 مليار                    | 789.63 مليون          |
| الناتج المحلي الإجمالي الاسمي للفرد دولار أمريكي          | 1.22 ألف                       | 7.12 ألف              |
| الناتج المحلي الإجمالي للفرد دولار أمريكي                 | 2.97 ألف                       | 10.88 ألف             |
| مؤشر التنمية البشرية                                      | 0.512                          | 0.724                 |
| رمز المكالمات الدولي                                      | +237                           | +1767                 |
| رمز الإنترنت                                              | .cm                            | .dm                   |
| المنطقة الزمنية                                           | توقيت غرب أفريقيا، ت ع م+01:00 | 00، توقيت أطلنطي موحد |

## منظمات دولية مشتركة
يشترك البلدان في عضوية مجموعة من المنظمات الدولية، منها:
| علم المنظمة | اسم المنظمة                                 | تاريخ انضمام الكاميرون | تاريخ انضمام دومينيكا |
| ----------- | ------------------------------------------- | ---------------------- | --------------------- |
|             | مؤسسة التنمية الدولية                       | 10 أبريل 1964          | 29 سبتمبر 1980        |
|             | يونسكو                                      | 11 نوفمبر 1960         | 9 يناير 1979          |
|             | وكالة ضمان الاستثمار متعدد الأطراف          | 7 أكتوبر 1988          | 7 أكتوبر 1991         |
|             | الأمم المتحدة                               | 20 سبتمبر 1960         | 18 ديسمبر 1978        |
|             | مجموعة دول أفريقيا والكاريبي والمحيط الهادئ | ?                      | ?                     |
|             | دول الكومنولث                               | ?                      | ?                     |
|             | الاتحاد البريدي العالمي                     | ?                      | ?                     |
|             | البنك الدولي للإنشاء والتعمير               | 10 يوليو 1963          | 29 سبتمبر 1980        |
|             | الاتحاد الدولي للاتصالات                    | 22 ديسمبر 1960         | 28 أكتوبر 1996        |
|             | منظمة حظر الأسلحة الكيميائية                | ?                      | ?                     |
|             | مؤسسة التمويل الدولية                       | 1 أكتوبر 1974          | 29 سبتمبر 1980        |
|             | منظمة التجارة العالمية                      | ?                      | ?                     |
|             | منظمة الشرطة الجنائية الدولية               | ?                      | ?                     |

## وصلات خارجية
- موقع وزارة الخارجية الكاميرونية